# سورن سیومی
سورن سیومی (خمر: ស៊ន សៀវម៉ី، زاده ۱۴ سپتامبر ۱۹۹۵) تکواندوکار اهل کامبوج است. وی موفق به کسب مدال طلای مسابقات تکواندو وزن ۷۳- کیلوگرم بانوان در بازی‌های آسیایی ۲۰۱۴ شده‌است. او همچنین دارنده دو نشان طلای بازی‌های آسیای جنوب شرقی ۲۰۱۳ در میانمار و بازی‌های آسیای جنوب شرقی ۲۰۱۷ در مالزی است. او موفق به کسب نخستین مدال طلای کامبوج در بازی‌های آسیایی، از سال ۱۹۵۴ تاکنون، شده‌است. وی همراه با برادرش سورن الیت و خواهرش سورن داوین که خود نیز تکواندوکار است؛ تمرین می‌کند. او در نخستین دیدار خود در بازی‌های آسیایی اینچئون ۲۰۱۴، با نتیجه ۲۹–۷ حریف ازبکستانی خود را شکست داد. سپس در مرحله نیمه نهایی، با نتیجه ۶ بر ۵، رقیب فیلیپینی خود را مغلوب کرد و به فینال راه یافت. در دیدار پایانی، فاطمه روحانی از ایران را با نتیجه ۷–۴ شکست داد و بر سکوی نخست ایستاد.
سیومی توانست جواز حضور در المپیک تابستانی ۲۰۱۶ را بدست آورد. در بازی‌های المپیک تابستانی ۲۰۱۶، وی در گروه ۶۷+ کیلوگرم بانوان به رقابت پرداخت و در دور یک شانزدهم از رشمی اوگینک هلندی شکست خورد و حذف شد. او پرچم‌دار کامبوج در طول رژه ملل بود.
وی در مراسم افتتاحیه بازی‌های آسیایی ۲۰۱۸ نیز، پرچم‌دار کامبوج بود.